# Péret
Pour les articles homonymes, voir Peret (homonymie).
Péret [pe.ʁet] (en occitan Peret [pe.'ɾet]) est une commune française située dans le centre du département de l'Hérault, en région Occitanie.
Exposée à un climat méditerranéen, elle est drainée par le ruisseau de Merdols et par divers autres petits cours d'eau. La commune possède un patrimoine naturel remarquable : un site Natura 2000 (« le Salagou ») et une zone naturelle d'intérêt écologique, faunistique et floristique.
Péret est une commune rurale qui compte 1 131 habitants en 2022, après avoir connu une forte hausse de la population depuis 1975. Ses habitants sont appelés les Péretois et Péretoises.

## Géographie

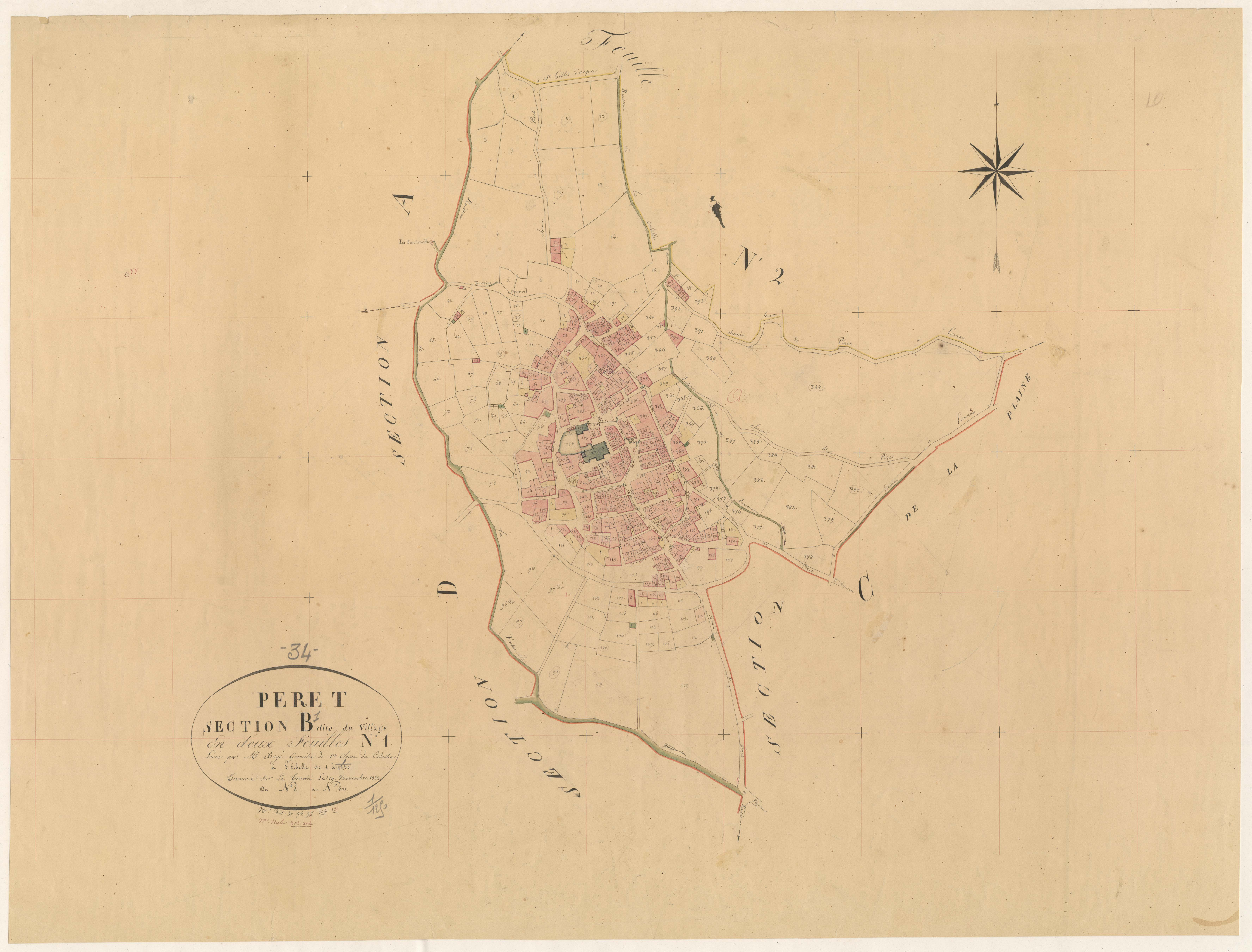
Cadastre napoléonien : plan de la section B1 du Village (1832)

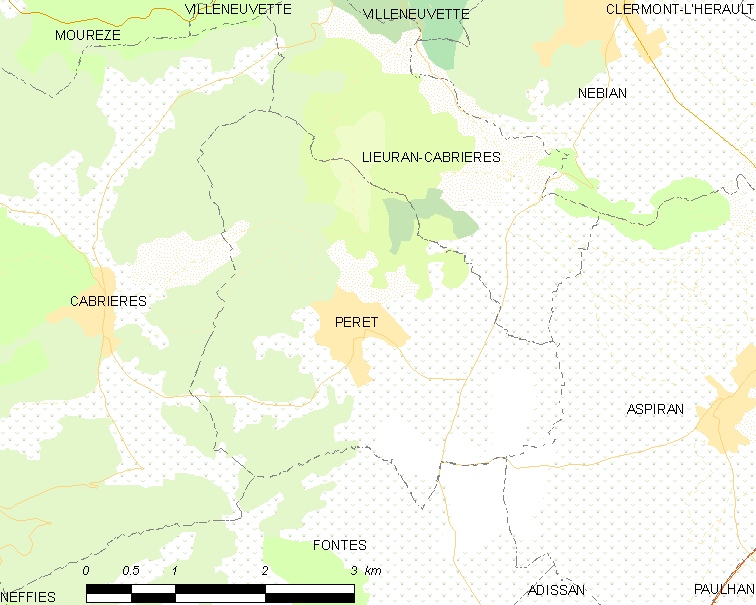
Carte

### Communes limitrophes
|           | Lieuran-Cabrières |         |
| Cabrières | Péret             | Aspiran |
|           | Fontès            |         |

### Climat
Pour des articles plus généraux, voir Climat de l'Occitanie et Climat de l'Hérault.
En 2010, le climat de la commune est de type climat méditerranéen franc, selon une étude s'appuyant sur une série de données couvrant la période 1971-2000. En 2020, Météo-France publie une typologie des climats de la France métropolitaine dans laquelle la commune est exposée à un climat méditerranéen et est dans la région climatique  Provence, Languedoc-Roussillon, caractérisée par une pluviométrie faible en été, un très bon ensoleillement (2 600 h/an), un été chaud (21,5 °C), un air très sec en été, sec en toutes saisons, des vents forts (fréquence de 40 à 50 % de vents > 5 m/s) et peu de brouillards.
Pour la période 1971-2000, la température annuelle moyenne est de 14,1 °C, avec une amplitude thermique annuelle de 16,1 °C. Le cumul annuel moyen de précipitations est de 772 mm, avec 6,6 jours de précipitations en janvier et 2,7 jours en juillet. Pour la période 1991-2020, la température moyenne annuelle observée sur la station météorologique la plus proche, située sur la commune de Roujan à 10 km à vol d'oiseau, est de 14,7 °C et le cumul annuel moyen de précipitations est de 577,8 mm,. Pour l'avenir, les paramètres climatiques de la commune estimés pour 2050 selon différents scénarios d'émission de gaz à effet de serre sont consultables sur un site dédié publié par Météo-France en novembre 2022.

### Milieux naturels et biodiversité

#### Réseau Natura 2000

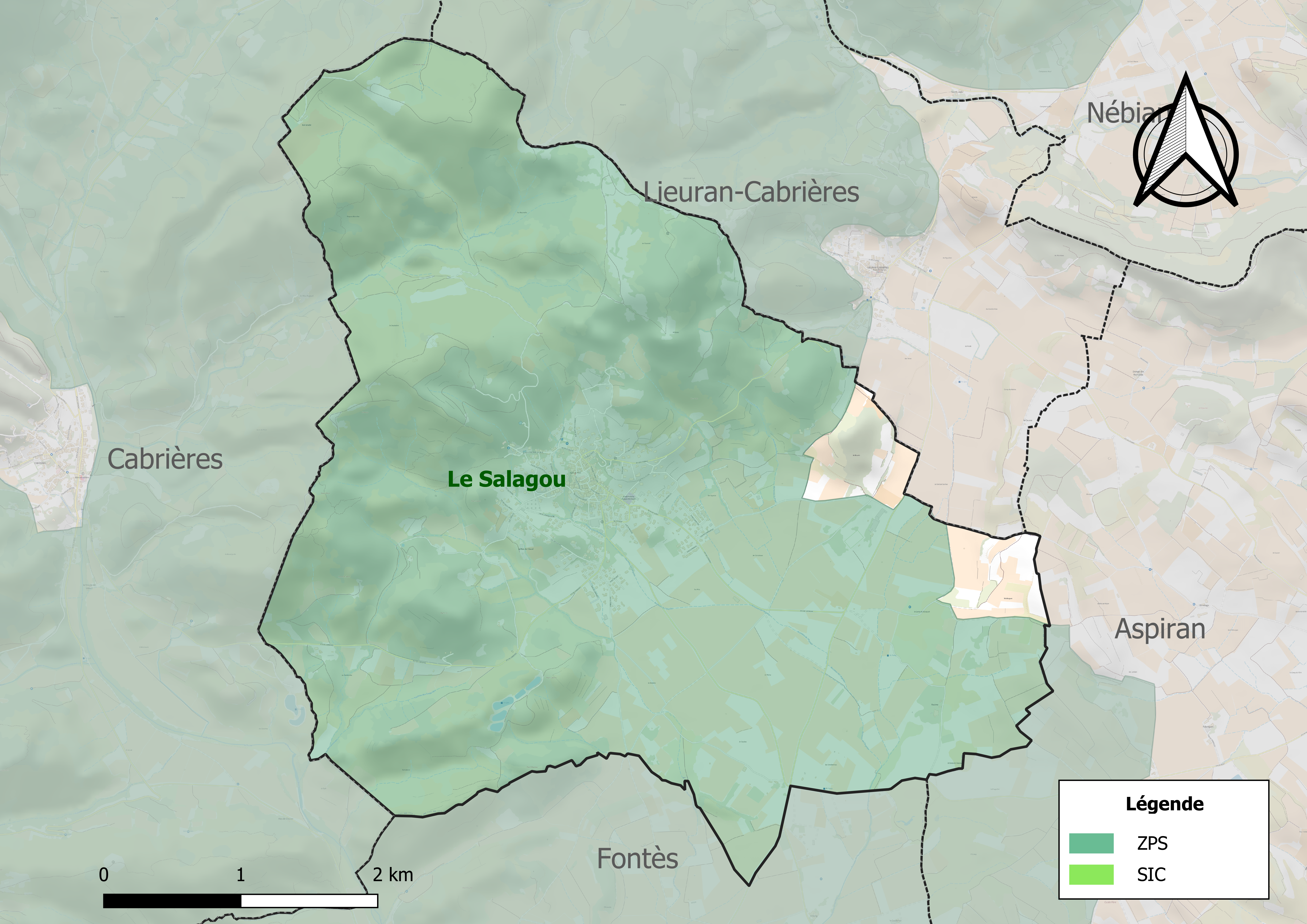
Sites Natura 2000 sur le territoire communal.

Le réseau Natura 2000 est un réseau écologique européen de sites naturels d'intérêt écologique élaboré à partir des directives habitats et oiseaux, constitué de zones spéciales de conservation (ZSC) et de zones de protection spéciale (ZPS).
Un site Natura 2000 a été défini sur la commune au titre  de la directive oiseaux : « le Salagou », d'une superficie de 12 794 ha, effectuant la transition entre la plaine languedocienne et les premiers contreforts de la montagne Noire et du Larzac. Outre l'aigle de Bonelli, trois autres espèces d'oiseaux ont également été prises en compte dans la délimitation de la ZPS, l'Outarde canepetière, le Blongios nain et le Busard cendré.

#### Zones naturelles d'intérêt écologique, faunistique et floristique

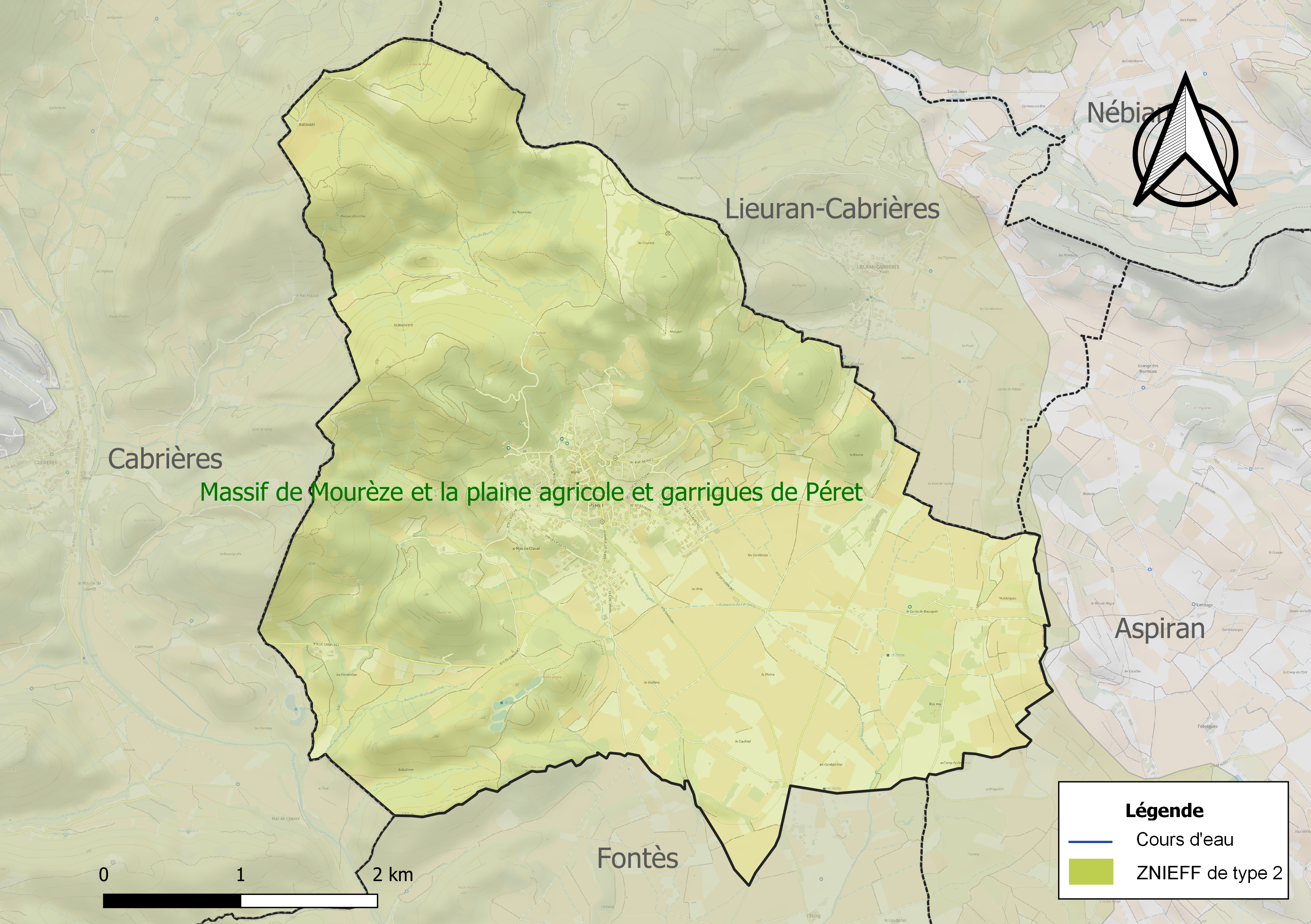
Carte de la ZNIEFF de type 2 localisée sur la commune.

L’inventaire des zones naturelles d'intérêt écologique, faunistique et floristique (ZNIEFF) a pour objectif de réaliser une couverture des zones les plus intéressantes sur le plan écologique, essentiellement dans la perspective d’améliorer la connaissance du patrimoine naturel national et de fournir aux différents décideurs un outil d’aide à la prise en compte de l’environnement dans l’aménagement du territoire.
Une ZNIEFF de type 2 est recensée sur la commune :
le « massif de Mourèze et la plaine agricole et garrigues de Péret » (8 126 ha), couvrant 13 communes du département.

## Urbanisme

### Typologie
Au 1er janvier 2024, Péret est catégorisée bourg rural, selon la nouvelle grille communale de densité à sept niveaux définie par l'Insee en 2022.
Elle est située hors unité urbaine et hors attraction des villes,.

### Occupation des sols
L'occupation des sols de la commune, telle qu'elle ressort de la base de données européenne d’occupation biophysique des sols Corine Land Cover (CLC), est marquée par l'importance des forêts et milieux semi-naturels (48,5 % en 2018), une proportion sensiblement équivalente à celle de 1990 (49 %). La répartition détaillée en 2018 est la suivante : 
milieux à végétation arbustive et/ou herbacée (47,2 %), cultures permanentes (34,4 %), zones agricoles hétérogènes (11,6 %), zones urbanisées (5,5 %), forêts (1,4 %). L'évolution de l’occupation des sols de la commune et de ses infrastructures peut être observée sur les différentes représentations cartographiques du territoire : la carte de Cassini (XVIIIe siècle), la carte d'état-major (1820-1866) et les cartes ou photos aériennes de l'IGN pour la période actuelle (1950 à aujourd'hui).

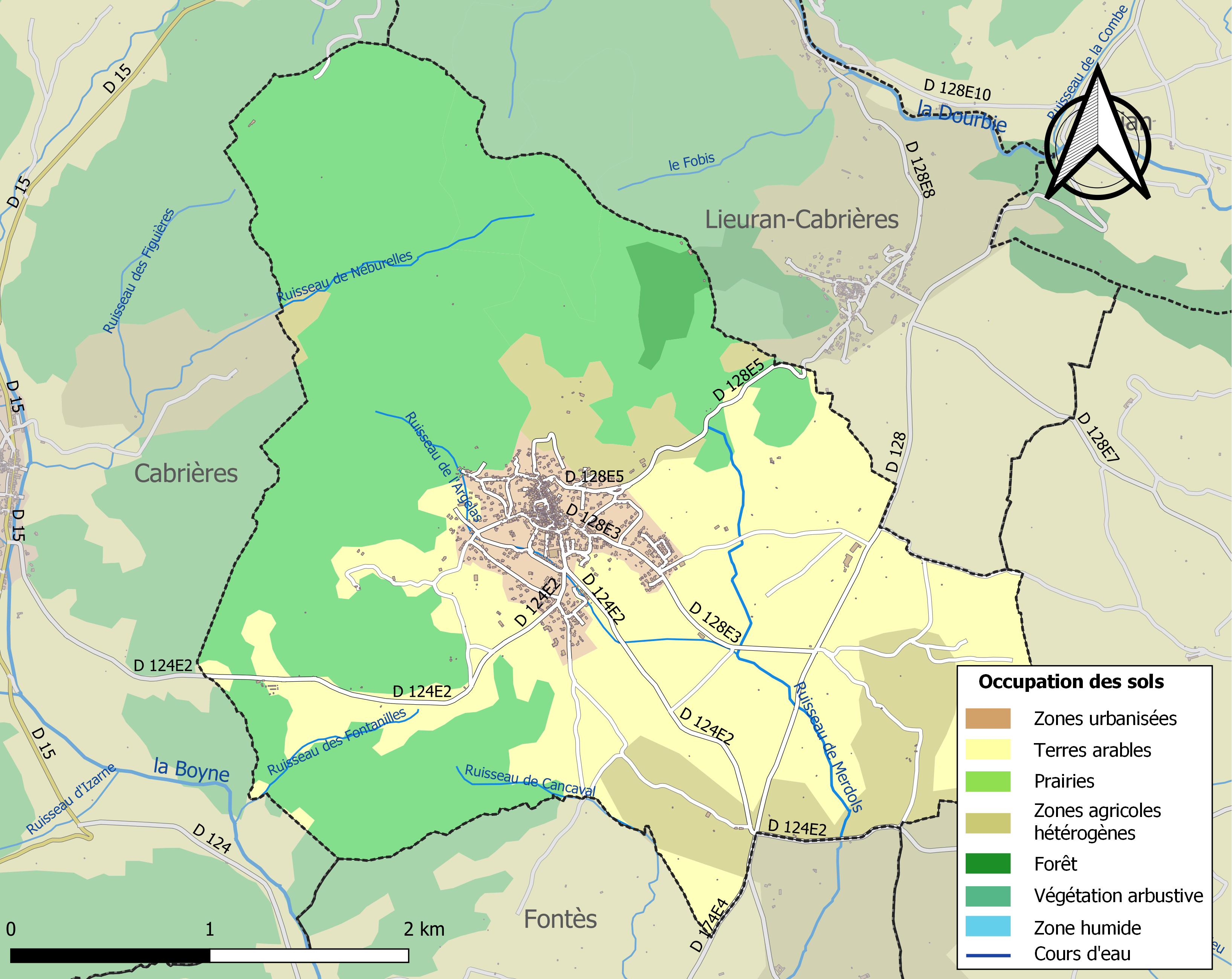
Carte des infrastructures et de l'occupation des sols de la commune en 2018 (CLC).

### Risques majeurs
Le territoire de la commune de Péret est vulnérable à différents aléas naturels : météorologiques (tempête, orage, neige, grand froid, canicule ou sécheresse), inondations, feux de forêts et séisme (sismicité faible). Il est également exposé à deux risques particuliers : le risque minier et le risque de radon. Un site publié par le BRGM permet d'évaluer simplement et rapidement les risques d'un bien localisé soit par son adresse soit par le numéro de sa parcelle.

#### Risques naturels
Certaines parties du territoire communal sont susceptibles d’être affectées par le risque d’inondation par débordement de cours d'eau, notamment La commune a été reconnue en état de catastrophe naturelle au titre des dommages causés par les inondations et coulées de boue survenues en 1982, 1996 et 2019,.
Péret est exposée au risque de feu de forêt. Un plan départemental de protection des forêts contre les incendies (PDPFCI) a été approuvé en juin 2013 et court jusqu'en 2022, où il doit être renouvelé. Les mesures individuelles de prévention contre les incendies sont précisées par deux arrêtés préfectoraux et s’appliquent dans les zones exposées aux incendies de forêt et à moins de 200 mètres de celles-ci. L’arrêté du 25 avril 2002 réglemente l'emploi du feu en interdisant notamment d’apporter du feu, de fumer et de jeter des mégots de cigarette dans les espaces sensibles et sur les voies qui les traversent sous peine de sanctions. L'arrêté du 11 mars 2013 rend le débroussaillement obligatoire, incombant au propriétaire ou ayant droit,.

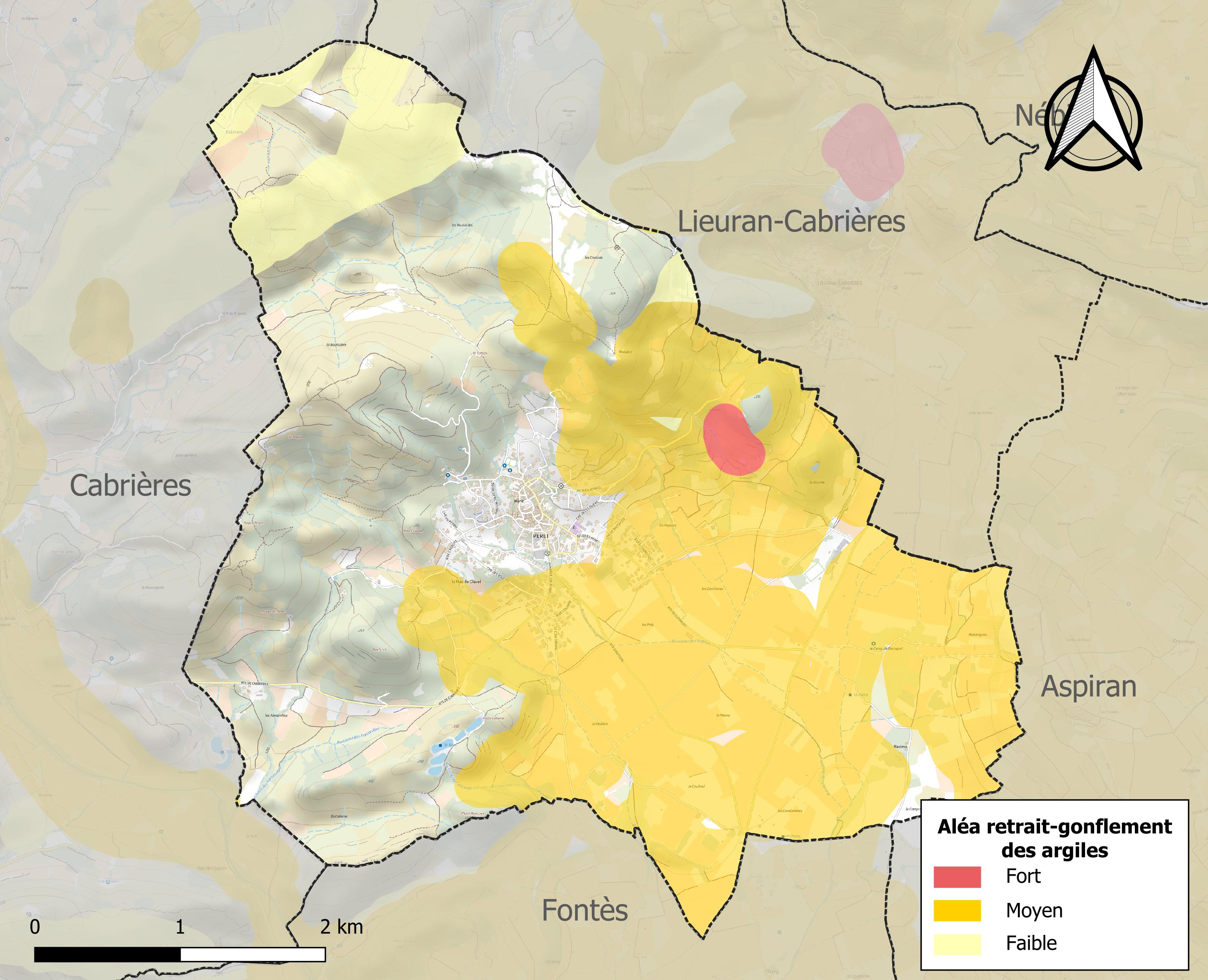
Carte des zones d'aléa retrait-gonflement des sols argileux de Péret.

Le retrait-gonflement des sols argileux est susceptible d'engendrer des dommages importants aux bâtiments en cas d’alternance de périodes de sécheresse et de pluie. 47,3 % de la superficie communale est en aléa moyen ou fort (59,3 % au niveau départemental et 48,5 % au niveau national). Sur les 562 bâtiments dénombrés sur la commune en 2019, 156 sont en aléa moyen ou fort, soit 28 %, à comparer aux 85 % au niveau départemental et 54 % au niveau national. Une cartographie de l'exposition du territoire national au retrait gonflement des sols argileux est disponible sur le site du BRGM,.
Par ailleurs, afin de mieux appréhender le risque d’affaissement de terrain, l'inventaire national des cavités souterraines permet de localiser celles situées sur la commune.

#### Risque particulier
L’étude Scanning de Géodéris réalisée en 2008 a établi pour le département de l’Hérault une identification rapide des zones de risques miniers liés à l’instabilité des terrains.  Elle a été complétée en 2015 par une étude approfondie sur les anciennes exploitations minières du bassin houiller de Graissessac et du district polymétallique de Villecelle. La commune est ainsi concernée par le risque minier, principalement lié à l’évolution des cavités souterraines laissées à l’abandon et sans entretien après l’exploitation des mines.
Dans plusieurs parties du territoire national, le radon, accumulé dans certains logements ou autres locaux, peut constituer une source significative d’exposition de la population aux rayonnements ionisants. Certaines communes du département sont concernées par le risque radon à un niveau plus ou moins élevé. Selon la classification de 2018, la commune de Péret est classée en zone 3, à savoir zone à potentiel radon significatif.

## Toponymie
La commune a été connue sous les variantes : loco quem vocant Pered (10779), manso de Peret (1075), territorio de Pereto (1207), ecclesiam de Moreze (1162), castrum de Moresio (1247), ecclesiam S. Marie de Moresio (1252, 1325), de Moressio (1344), Peret (1571, 1643).
Le nom vient du latin piretum qui dérive de pirum +  suffixe collectif, au sens de « lieu planté de poiriers ».

## Politique et administration
| Période     | Période  | Identité          | Étiquette | Qualité |
| ----------- | -------- | ----------------- | --------- | --- |
| 1898        | 1907     | Jean Crouzet      |           | |
| 1907        | 1908     | Barthélémy Silhol |           | |
| 1908        | 1912     | Félix Gouzin      |           | |
| 1912        | 1919     | Barthélémy Silhol |           | |
| 1919        | 1921     | Victorin Bernard  |           | |
| 1921        | 1923     | Elysée Arnaud     |           | |
| 1923        | 1925     | Benjamin Ferret   |           | |
| 1925        | 1935     | Alphonse Arnaud   |           | |
| 1935        | 1949     | Duguesclin Silhol |           | |
| 1949        | 1953     | François Rolland  |           | |
| 1953        | 1983     | Armand Bilhac     |           | |
| 1983        | mai 2020 | Christian Bilhac  | DVG-MRSL  | Fonctionnaire Président de l'association des maires de l'Hérault (2012-2020) Sénateur de l'Hérault (depuis 2020) |
| 25 mai 2020 | En cours | Isabelle Silhol   |           | |

## Démographie
L'évolution du nombre d'habitants est connue à travers les recensements de la population effectués dans la commune depuis 1793. Pour les communes de moins de 10 000 habitants, une enquête de recensement portant sur toute la population est réalisée tous les cinq ans, les populations de référence des années intermédiaires étant quant à elles estimées par interpolation ou extrapolation. Pour la commune, le premier recensement exhaustif entrant dans le cadre du nouveau dispositif a été réalisé en 2006.

En 2022, la commune comptait 1 131 habitants, en évolution de +12,54 % par rapport à 2016 (Hérault : +7,49 %, France hors Mayotte : +2,11 %).
| 1793 | 1800 | 1806 | 1821 | 1831  | 1836 | 1841 | 1846 | 1851 |
| ---- | ---- | ---- | ---- | ----- | ---- | ---- | ---- | ---- |
| 645  | 651  | 805  | 991  | 1 014 | 973  | 970  | 952  | 945  |

| 1856 | 1861 | 1866 | 1872 | 1876 | 1881 | 1886 | 1891 | 1896 |
| ---- | ---- | ---- | ---- | ---- | ---- | ---- | ---- | ---- |
| 952  | 864  | 823  | 778  | 799  | 705  | 549  | 537  | 563  |

| 1901 | 1906 | 1911 | 1921 | 1926 | 1931 | 1936 | 1946 | 1954 |
| ---- | ---- | ---- | ---- | ---- | ---- | ---- | ---- | ---- |
| 630  | 664  | 652  | 603  | 608  | 610  | 616  | 606  | 607  |

| 1962 | 1968 | 1975 | 1982 | 1990 | 1999 | 2006 | 2011 | 2016  |
| ---- | ---- | ---- | ---- | ---- | ---- | ---- | ---- | ----- |
| 598  | 571  | 520  | 524  | 521  | 560  | 719  | 940  | 1 005 |

| 2021  | 2022  | - | - | - | - | - | - | - |
| ----- | ----- | - | - | - | - | - | - | - |
| 1 100 | 1 131 | - | - | - | - | - | - | - |

## Économie

### Revenus
En 2018, la commune compte 467 ménages fiscaux, regroupant 1 050 personnes. La médiane du revenu disponible par unité de consommation est de 19 460 € (20 330 € dans le département).

### Emploi
|                | 2008   | 2013   | 2018   |
| -------------- | ------ | ------ | ------ |
| Commune        | 9 %    | 6,6 %  | 12,3 % |
| Département    | 10,1 % | 11,9 % | 12 %   |
| France entière | 8,3 %  | 10 %   | 10 %   |

En 2018, la population âgée de 15 à 64 ans s'élève à 612 personnes, parmi lesquelles on compte 75,2 % d'actifs (62,9 % ayant un emploi et 12,3 % de chômeurs) et 24,8 % d'inactifs,. En  2018, le taux de chômage communal (au sens du recensement) des 15-64 ans est supérieur à celui de la France et du département, alors qu'il était inférieur à celui du département en 2008.
La commune est hors attraction des villes,. Elle compte 139 emplois en 2018, contre 148 en 2013 et 114 en 2008. Le nombre d'actifs ayant un emploi résidant dans la commune est de 392, soit un indicateur de concentration d'emploi de 35,6 % et un taux d'activité parmi les 15 ans ou plus de 55,6 %.
Sur ces 392 actifs de 15 ans ou plus ayant un emploi, 102 travaillent dans la commune, soit 26 % des habitants. Pour se rendre au travail, 89 % des habitants utilisent un véhicule personnel ou de fonction à quatre roues, 1,8 % les transports en commun, 2,1 % s'y rendent en deux-roues, à vélo, à trottinette ou à pied et 7,1 % n'ont pas besoin de transport (travail au domicile).

### Activités hors agriculture

#### Secteurs d'activités
79 établissements sont implantés  à Péret au 31 décembre 2019. Le tableau ci-dessous en détaille le nombre par secteur d'activité et compare les ratios avec ceux du département,.
| Secteur d'activité                                                                                        | Commune | Commune | Département |
| Secteur d'activité                                                                                        | Nombre  | %       | %           |
| --- | ------- | ------- | ----------- |
| Ensemble                                                                                                  | 79      | 100 %   | (100 %)     |
| Industrie manufacturière, industries extractives et autres                                                | 10      | 12,7 %  | (6,7 %)     |
| Construction                                                                                              | 12      | 15,2 %  | (14,1 %)    |
| Commerce de gros et de détail, transports, hébergement et restauration                                    | 15      | 19 %    | (28 %)      |
| Information et communication                                                                              | 3       | 3,8 %   | (3,3 %)     |
| Activités financières et d'assurance                                                                      | 2       | 2,5 %   | (3,2 %)     |
| Activités immobilières                                                                                    | 2       | 2,5 %   | (5,3 %)     |
| Activités spécialisées, scientifiques et techniques et activités de services administratifs et de soutien | 16      | 20,3 %  | (17,1 %)    |
| Administration publique, enseignement, santé humaine et action sociale                                    | 7       | 8,9 %   | (14,2 %)    |
| Autres activités de services                                                                              | 12      | 15,2 %  | (8,1 %)     |

Le secteur des activités spécialisées, scientifiques et techniques et des activités de services administratifs et de soutien est prépondérant sur la commune puisqu'il représente 20,3 % du nombre total d'établissements de la commune (16 sur les 79 entreprises implantées  à Péret), contre 17,1 % au niveau départemental.

#### Entreprises et commerces
Les deux entreprises ayant leur siège social sur le territoire communal qui génèrent le plus de chiffre d'affaires en 2020 sont : 
- Creapaysage, services d'aménagement paysager (74 k€)
- EURL BVE, travaux d'installation électrique dans tous locaux (40 k€)

### Agriculture
La commune est dans la « Plaine viticole », une petite région agricole occupant la bande côtière du département de l'Hérault. En 2020, l'orientation technico-économique de l'agriculture  sur la commune est la viticulture.
|               | 1988 | 2000 | 2010 | 2020  |
| ------------- | ---- | ---- | ---- | ----- |
| Exploitations | 85   | 79   | 43   | 41    |
| SAU (ha)      | 602  | 619  | 410  | 1 292 |

Le nombre d'exploitations agricoles en activité et ayant leur siège dans la commune est passé de 85 lors du recensement agricole de 1988  à 79 en 2000 puis à 43 en 2010 et enfin à 41 en 2020, soit une baisse de 52 % en 32 ans. Le même mouvement est observé à l'échelle du département qui a perdu pendant cette période 67 % de ses exploitations,. La surface agricole utilisée sur la commune est restée relativement stable, passant de 602 ha en 1988 à 1292 ha en 2020. Parallèlement la surface agricole utilisée moyenne par exploitation a augmenté, passant de 7 à 32 ha.

## Culture locale et patrimoine

### Lieux et monuments
- Église Saint-Félix-de-Gérone de Péret.
- Chapelle Notre-Dame-des-Buis, des Pénitents blancs de Péret.

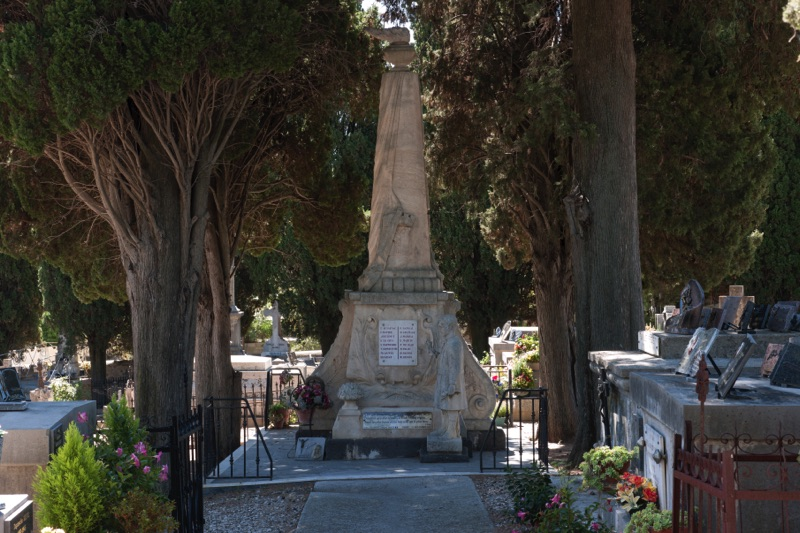
Monument aux morts de Péret

- Monument aux morts de PéretMonument aux morts de la Première Guerre mondiale.

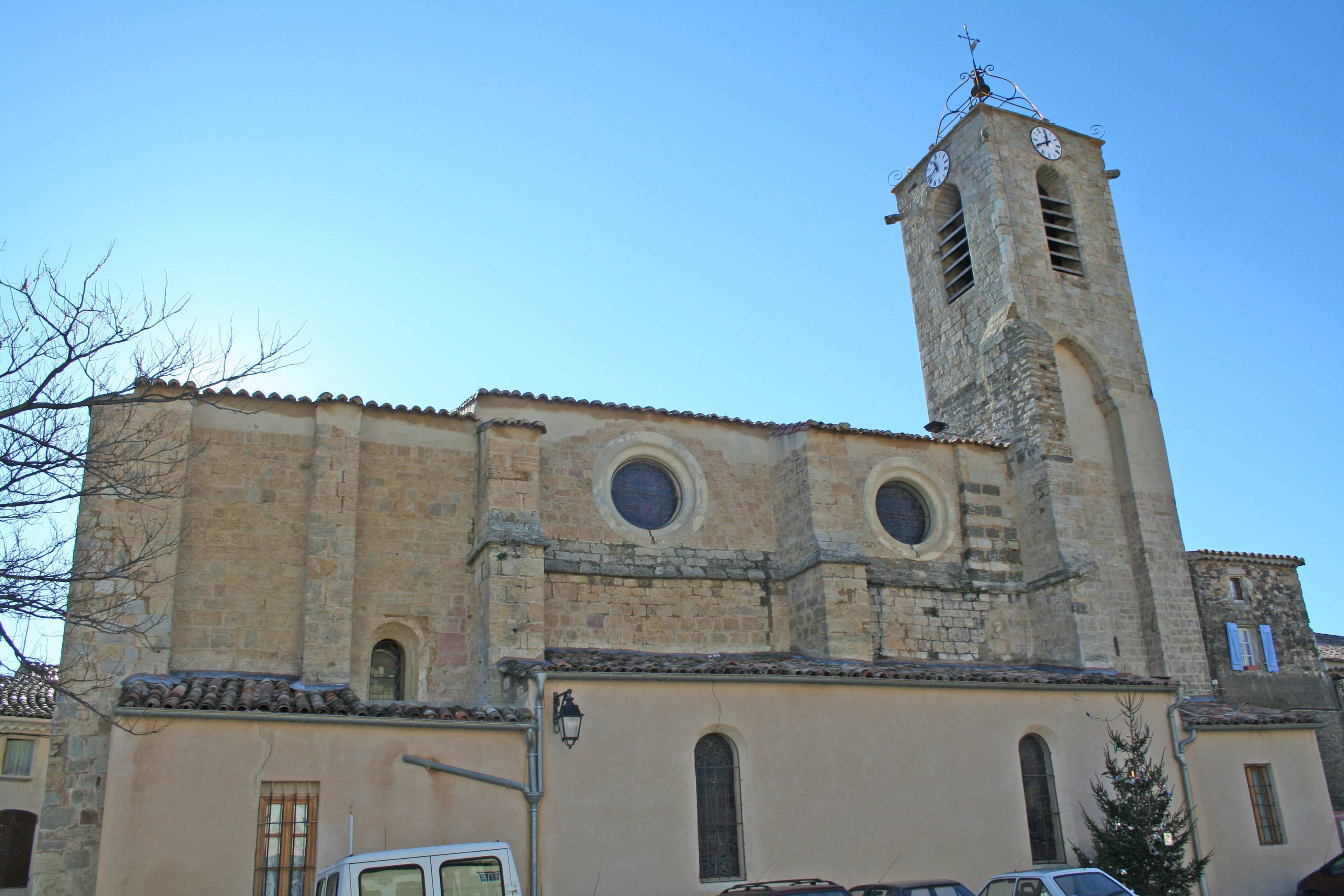
Église Saint-Félix-de-Gérone de Péret
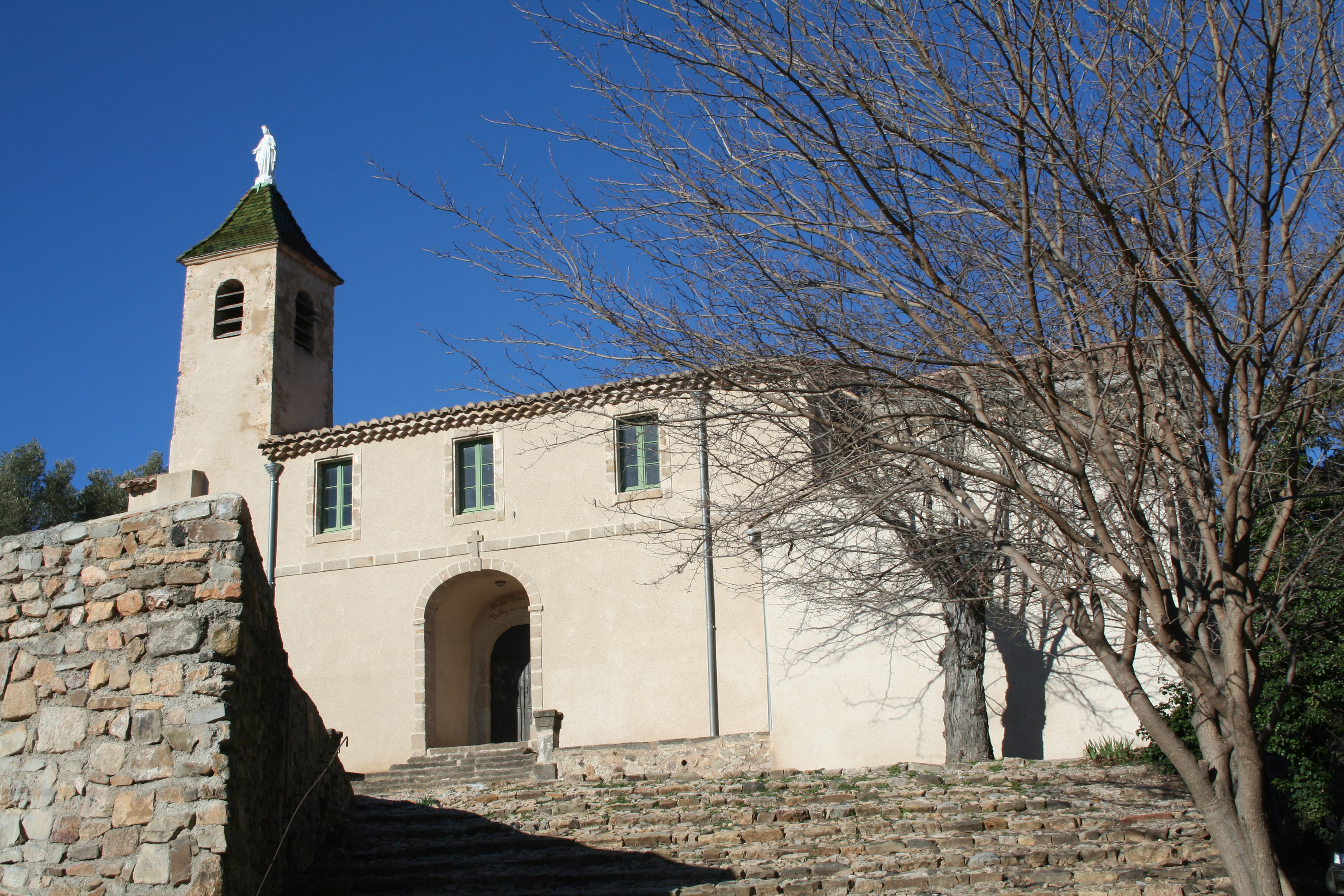
Chapelle Notre-Dame-des-Buis, des Pénitents blancs de Péret

### Héraldique
|  | Les armoiries de Péret se blasonnent ainsi : D'argent, au pairle losangé d'argent et de gueules. |

### Personnalités liées à la commune
- Jean Pierre Pouget (1761-1825), général de la Révolution et de l’Empire, né en 1761 dans une maison à Péret, toujours visible aujourd'hui et sur laquelle est apposée une plaque.
- Christian Bilhac, maire de 1983 à 2020. Président de l'association des maires de l'Hérault.
- Michel Siffre, spéléologue.